# Lovellona biconus
Lovellona biconus é uma espécie de gastrópode do gênero Lovellona, pertencente a família Mitromorphidae.